# 蔡章麟
蔡 章麟（さい しょうりん、1908年10月31日 - 1988年11月1日）は日本統治時代の台湾及び中華民国の法律家、法学者。

## 経歴
蔡章麟は旧制台北州立台北二中、旧制台北高等学校を経て、1932年に東京帝国大学法学部法律学科を卒業し同年に高等試験行政科に及第した。34年に高等試験司法科に及第すると、35年には判事に任官、青森地裁、神戸地裁、大阪地裁各判事を歴任し終戦時には大阪地裁所長だった。
台湾が日本領から中華民国領になると、蔡は日本の裁判所を退官し台湾に帰国、47年には台湾省行政長官公署法制委員会委員、台湾省政府法制室参事、台湾大学民事訴訟法教授に任命された。48年には台湾大学法学院学生部長に任命された。52年には司法院大法官が2名を除いて欠員となったため同年に監察院の同意を経て台湾省籍初の中華民国大法官に任命されたが58年には依願退官した。また司法行政部の法規整理検討員会委員を20年あまり務めた。1970年には監察院監察委員に任命され71年には公務員甲等特考（現在の日本の国家公務員総合職試験に相当）の試験委員に任命された。88年に死去した。